# Залеский, Юзеф Богдан
Ю́зеф Бо́гдан Зале́ский (Иозеф Богдан Залеский пол. Józef Bohdan Zaleski; 14 февраля 1802, Богатырка, Киевская губерния — 31 марта 1886, Вильпрё, департамент Ивелин) — польский поэт «украинской школы» польского романтизма.

## Биография
Юзеф Богдан Залеский родился в деревне Богатырке Киевской губернии, где провёл  всю молодость, в обедневшей дворянской семье; первые годы жизни прожил в сельской хате, под присмотром простого крестьянина, куда был отдан родителями для поддержания здоровья. Окончил Императорский Варшавский университет. После 1830 года Залеский эмигрировал во Францию, а к концу 1830-х годов поселился в Галиции.
Лирика Залеского замечательна по красоте образов и блеску стиха; в её основе лежит страстная любовь поэта к Украине, к степи, «воспитавшей его под звуки торбана и напевы дум». Эпика Залеского значительно уступает его лирике; воспевая отношения казаков к Польше, стремясь примирить дух казачества с воззрениями поляков, Залеский невольно отступает от исторической правды; вследствие этого отличительной чертой эпической поэзии Залеского является натянутость, противоречия, идеализирование и приукрашивание истории.